# Acerocnema barkalovi
Acerocnema barkalovi är en tvåvingeart som beskrevs av Ozerov 2006. Acerocnema barkalovi ingår i släktet Acerocnema och familjen kolvflugor. Inga underarter finns listade i Catalogue of Life.